# Piranga erythrocephala
A Piranga erythrocephala  a madarak osztályának verébalakúak (Passeriformes) rendjébe és a  kardinálispintyfélék (Cardinalidae) családjába tartozó faj.

## Rendszerezése
A fajt William John Swainson angol ornitológus írta le 1827-ben, a Spermagra nembe Spermagra erythrocephala néven.

## Alfajai
- Piranga erythrocephala candida Griscom, 1934
- Piranga erythrocephala erythrocephala (Swainson, 1827)[2]

## Előfordulása
Mexikó területén honos. Természetes élőhelyei a szubtrópusi vagy trópusi síkvidéki és hegyi esőerdők, lombhullató erdők és cserjések. Állandó, nem vonuló faj.

## Megjelenése
Testhossza 15 centiméter.
|  |

## Életmódja
Rovarokkal, apró gyümölcsökkel és bogyókkal táplálkozik.

## Természetvédelmi helyzete
Az elterjedési területe nagyon nagy, egyedszáma pedig stabil. A Természetvédelmi Világszövetség Vörös listáján nem fenyegetett fajként szerepel.